# A través de Flandes 2018
L'A través de Flandes 2018 va ser la 73a edició de l'A través de Flandes. Es disputà el 28 de març de 2018 sobre un recorregut de 180,1 km amb sortida a Roeselare i arribada a Waregem. La cursa formava part de l'UCI World Tour 2018 amb una categoria 1.UWT.
El vencedor final fou el belga Yves Lampaert (Quick-Step Floors) que s'imposà en solitari després de deixar enrere als seus quatre companys d'escapada a manca de tan sols un quilòmetre per l'arribada. Mike Teunissen (Team Sunweb) i Sep Vanmarcke (EF Education First-Drapac) foren segon i tercer respectivament a dos segons del vencedor.

## Recorregut
El recorregut varia força respecte les edicions anteriors, no tant pel tipus de recorregut, sinó per la inclusió d'unes cotes diferents. Els primers 90 km no tenen cap mena de dificultat i és en la segona part de la cursa on es concentren totes les cotes i els tres trams de llambordes a superar.
| Murs   | Murs                          | Murs  | Murs       | Murs         | Murs                | Murs                 | Murs      |
| Número | Nom                           | Km    | Ferm       | Llargada (m) | Desnivell mitjà (%) | Desnivell màxima (%) | Km a meta |
| ------ | ----------------------------- | ----- | ---------- | ------------ | ------------------- | -------------------- | --------- |
| 1      | Mont de l'Enclus (Bergstraat) | 82,6  | asfalt     | 1.000        | 6,8 %               | 16 %                 | 97,5      |
| 2      | Knokteberg                    | 90,0  | asfalt     | 1 900        | 4,9 %               | 11,8 %               | 90,1      |
| 3      | Mont de l'Enclus (Bergstraat) | 107,3 | asfalt     | 1 000        | 6,8 %               | 16 %                 | 72,8      |
| 4      | Knokteberg                    | 114,8 | asfalt     | 1 900        | 4,9 %               | 11,8 %               | 65,3      |
| 5      | Kortekeer                     | 122,4 | asfalt     | 900          | 6,5 %               | 9,8 %                | 57,7      |
| 6      | Steenbeekdries                | 125,7 | asfalt     | 600          | 4,5 %               | 8 %                  | 54,4      |
| 7      | Taaienberg                    | 128,2 | llambordes | 530          | 6,6 %               | 15,8 %               | 51,9      |
| 8      | Kruisberg                     | 138,8 | asfalt     | 1 800        | 4,8 %               | 9 %                  | 41,8      |
| 9      | Knokteberg                    | 147,0 | asfalt     | 1 900        | 4,9 %               | 11,8 %               | 33,1      |
| 10     | Tiegemberg                    | 159,2 | asfalt     | 1 400        | 6,5 %               | 9 %                  | 20,9      |
| 11     | Holstraat                     | 163,5 | asfalt     | 1 000        | 5,2 %               | 12 %                 | 16,5      |
| 12     | Nokereberg                    | 171,1 | llambordes | 500          | 5,7 %               | 6,7 %                | 9,0       |

A més de les cotes caldrà superar tres trams de llambordes :
| 1 | Mariaborrestraat | 124,5 | 2.400 | 55,6 |
| 2 | Varentstraat     | 154,4 | 2.000 | 25,7 |
| 3 | Herlegemstraat   | 173,9 | 800   | 6,2  |

## Equips participants
En ser una nova cursa de l'UCI World Tour, tots els UCI WorldTeams són convidats a prendre-hi part, però no obligats a fer-ho. El resultat fou la participació de disset equips UCI WorldTeams, tots excepte el Groupama-FDJ. Vuit equips continentals professionals foren convidats a pendre-hi part per completar un gran grup de 25 equips:
| WorldTeams (17)- Quick-Step Floors - BMC Racing Team - AG2R La Mondiale - Lotto Soudal - Trek-Segafredo - Movistar Team - EF Education First-Drapac p/b Cannondale - Astana - Team Sunweb - Sky - UAE Team Emirates - Bahrain-Merida - Katusha-Alpecin - Dimension Data - Lotto NL-Jumbo - Bora-Hansgrohe - Mitchelton-Scott Equips continentals professionals (8)- Vérandas Willems-Crelan - Israel Cycling Academy - Direct Énergie - Cofidis, Solutions Crédits - Wanty-Groupe Gobert - Sport Vlaanderen-Baloise - WB-Aqua Protect-Veranclassic - Aqua Blue Sport |
| |

## Classificació final
| \| Classificació general \| Classificació general \| Classificació general \| Classificació general \| Classificació general \| \| Corredor \| Corredor \| Equip \| Temps \| \| \| --------------------- \| --------------------------- \| ------------------------- \| --------------------- \| --------------------- \| \| 1r \| Yves Lampaert \| Quick-Step Floors \| 4h 09' 40" \| \| \| 2n \| Mike Teunissen \| Team Sunweb \| + 2" \| \| \| 3r \| Sep Vanmarcke \| EF Education First-Drapac \| + 2" \| \| \| 4t \| Edvald Boasson Hagen \| Dimension Data \| + 2" \| \| \| 5è \| Mads Pedersen \| Trek-Segafredo \| + 2" \| \| \| 6è \| Zdeněk Štybar \| Quick-Step Floors \| + 29" \| \| \| 7è \| Tiesj Benoot \| Lotto-Soudal \| + 30" \| \| \| 8è \| Greg Van Avermaet \| BMC Racing Team \| + 59" \| \| \| 9è \| Niki Terpstra \| Quick-Step Floors \| + 59" \| \| \| 10è \| Jasper Stuyven \| Trek-Segafredo \| + 59" \| \| \| 11è \| Alejandro Valverde Belmonte \| Movistar Team \| + 59" \| \| \| 12è \| Gianni Moscon \| Team Sky \| + 59" \| \| \| 13è \| Timo Roosen \| LottoNL-Jumbo \| + 59" \| \| \| 14è \| Magnus Cort Nielsen \| Astana \| + 2' 42" \| \| \| 15è \| John Degenkolb \| Trek-Segafredo \| + 2' 42" \| \| |                             |                           |            |
| |                             |                           |            |
| Font: ProCyclingStats |                             |                           |            |
| Classificació general |                             |                           |            |
| Corredor | Corredor                    | Equip                     | Temps      |
| 1r | Yves Lampaert               | Quick-Step Floors         | 4h 09' 40" |
| 2n | Mike Teunissen              | Team Sunweb               | + 2"       |
| 3r | Sep Vanmarcke               | EF Education First-Drapac | + 2"       |
| 4t | Edvald Boasson Hagen        | Dimension Data            | + 2"       |
| 5è | Mads Pedersen               | Trek-Segafredo            | + 2"       |
| 6è | Zdeněk Štybar               | Quick-Step Floors         | + 29"      |
| 7è | Tiesj Benoot                | Lotto-Soudal              | + 30"      |
| 8è | Greg Van Avermaet           | BMC Racing Team           | + 59"      |
| 9è | Niki Terpstra               | Quick-Step Floors         | + 59"      |
| 10è | Jasper Stuyven              | Trek-Segafredo            | + 59"      |
| 11è | Alejandro Valverde Belmonte | Movistar Team             | + 59"      |
| 12è | Gianni Moscon               | Team Sky                  | + 59"      |
| 13è | Timo Roosen                 | LottoNL-Jumbo             | + 59"      |
| 14è | Magnus Cort Nielsen         | Astana                    | + 2' 42"   |
| 15è | John Degenkolb              | Trek-Segafredo            | + 2' 42"   |